# Courances
Courances é uma comuna francesa na região administrativa da Ilha de França, no departamento de Essonne. Estende-se por uma área de 8.31 km². Em 2010 a comuna tinha 351 habitantes (densidade: 42,2 hab./km²).